# Kevin Kruger
Kevin Michael Kruger (McAllen, 1º maggio 1983) è un allenatore di pallacanestro ed ex cestista statunitense, professionista nella NBDL e in Europa.

## Palmarès
- Miglior tiratore da tre punti NBDL (2009)